# Trigger Happy (videogioco)
Trigger Happy (traducibile "dal grilletto facile") è un videogioco sparatutto a scorrimento spaziale pubblicato nel 1988 per Commodore 64 dalla CRL Group. È caratterizzato dall'uso di un personaggio seduto su una sorta di poltroncina volante, relativamente grande rispetto allo schermo per questo genere di giochi.
È il seguito di Thundercross, pubblicato da CRL lo stesso anno e simile nel funzionamento.

## Modalità di gioco
Il giocatore pilota un velivolo spaziale chiamato Advanced Flight Capsule (AFC), simile a una poltroncina a razzi scoperta con un astronauta seduto, mostrata di profilo. Lo scenario, a scorrimento orizzontale costante verso destra, è la superficie di enormi astronavi aliene. Ci sono 32 livelli corrispondenti ad altrettante astronavi e l'obiettivo è sempre attraversarle fino in fondo. Il ritmo di gioco è abbastanza lento nel suo genere, ma la difficoltà è data dal velivolo relativamente grande che deve affrontare spazi stretti.
L'AFC può spostarsi in tutte le otto direzioni e sparare a ripetizione con tre cannoni alla volta, orientabili nelle otto direzioni. Non è possibile però spostarsi e sparare allo stesso tempo. Gli spari si possono orientare in tre direzioni contigue, ad esempio (facendo un paragone con i punti cardinali) contemporaneamente a nord, nordest ed est, oppure nordovest, nord e nordest. Quando l'AFC è danneggiata le direzioni possono ridursi a meno di tre alla volta.
Sulla superficie dell'astronave spuntano numerosi ostacoli passivi e torrette che sparano. Alcuni di questi elementi si innalzano e riabbassano periodicamente. Molti degli ostacoli si possono distruggere sparandogli ripetutamente, mentre altri vengono sorvolati dagli spari ma non dalla AFC, e a volte formano percorsi quasi obbligati. In ogni caso gli scontri distruggono l'ostacolo e danneggiano l'AFC. Al posto degli oggetti distrutti rimane la struttura portante sottostante danneggiata.
Si ha una sola vita e un indicatore a barra dello scudo, che permette di sopportare più colpi o urti. Lo scudo si ricarica lentamente col passare del tempo, inoltre sulle astronavi si possono incontrare delle ricariche bonus da raccogliere, ma bisogna farlo al momento giusto, perché periodicamente si trasformano in malus.
Al completamento di ogni livello si ottiene una password per poter ricominciare le partite direttamente da quel punto. Al completamento dell'intero gioco si riceve un numero di telefono a cui si poteva chiamare l'autore Jeff Lee per parlare del titolo successivo ed essere eventualmente nominati al suo interno, ma non c'è mai stato un seguito.